# Cal Pujolà
Cal Pujolà és una casa situada a la Plaça Major de Sanaüja (la Segarra). L'edifici forma cantonada amb la baixada del Carrer de l'Aigua. La façana principal és la que es troba orientada a la plaça, on trobem els elements més característics i importants artísticament i arquitectònica. Està estructurada amb planta baixa i dues plantes superiors, realitzada amb paredat i arrebossat superior.

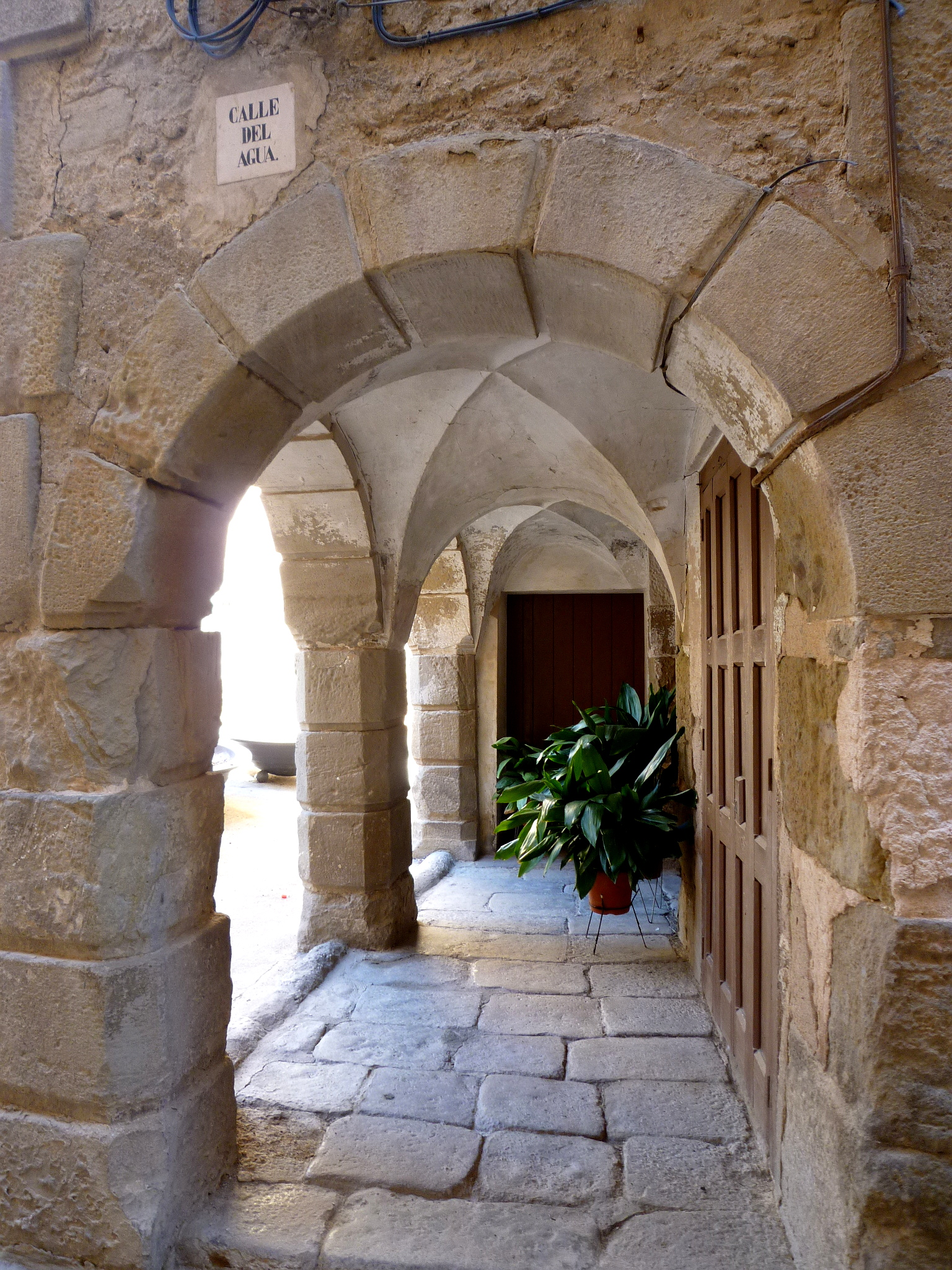
El porxo

A la planta baixa destaca el petit porxo de l'entrada format per dues arcades de mig punt amb carreus regulars de mitjanes dimensions, i amb el pilar central i els dos laterals formats per carreus de majors dimensions, destacant el de la dreta que correspon a la part baixa de l'angle de la façana que és resseguit per carreus regulars, formant dos trams de volta d'aresta al seu interior.
Tant la primera planta com la segona, presenten un finestral amb balcó format per un arc escarser motllurat amb la clau de l'arc decorada amb una fulla d'acant i voluta invertida, els quals són visibles des de la plaça, acompanyats per altres obertures situades a la seva esquerra, de menors dimensions i molt reformades amb el pas del temps.